# Biserica „Adormirea Maicii Domnului (Cetate)” din Brașov
Biserica „Adormirea Maicii Domnului” - Cetate din Brașov (cunoscută și sub numele de „Sfânta Adormire a Maicii Domnului”) este o biserică ortodoxă din municipiul Brașov. Biserica este parte a unui ansamblu de monumente istorice aflat în Piața Sfatului din centrul istoric al Brașovului, sub numele de Ansamblul bisericii „Adormirea Maicii Domnului” (cod LMI BV-II-a-B-11562).
Ansamblul este format din două monumente: 
- Biserica „Adormirea Maicii Domnului” (cod LMI BV-II-m-B-11562.01)
- Casa parohială   (cod LMI BV-II-m-B-11562.02)[1]

## Istoric
Biserica a fost construită la sfârșitul secolului al XIX-lea, între anii 1895 - 1896 în Piața Sfatului din  Cetate, centrul istoric al Brașovului.
Inițiativa înființării unei biserici ortodoxe a apărut datorită conflictului dintre greci și români pentru Biserica „Sfânta Treime” de pe acuala stradă George Barițiu. Pierzând această biserică, românii au înaintat în anul 1828 un memoriu către Guvern prin care cereau dreptul de a construi o biserică ortodoxă în cetatea Brașovului. Inițial a fost construită doar o capelă, în anul 1833, pe locul caselor negustorului Constantin Boghici, care nu aveau ieșire la stradă (Piața Sfatului), aceasta fiind una din condițiile impuse de autorități.
În anul 1894 a fost demarată o campanie publică pentru adunarea de fonduri. Arhitectul G. Brus a realizat planurile atât pentru biserică, cât și pentru casa parohială, folosind modelul bisericii grecești ortodoxe din Viena.
Biserica a fost construită între anii 1895-1896 și a fost sfințită în data de 18 iunie 1899 de mitropolitul Ioan Mețianu.

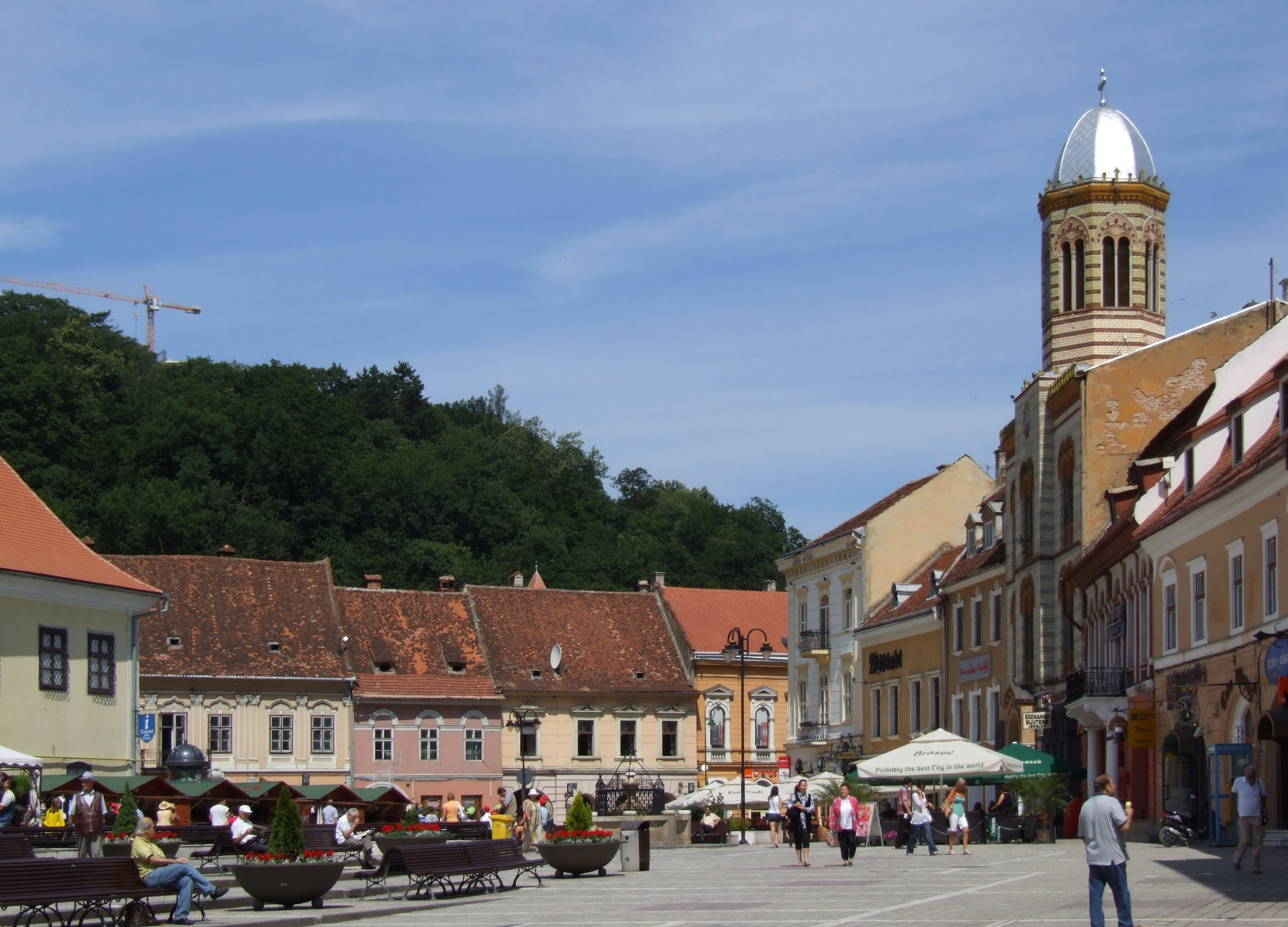
Piața Sfatului cu casa parohială a bisericii

La stradă a fost amplasată casa parohială, iar accesul în biserica ascunsă în curte se făcea prin intermediul unui coridor.
Fațada, care era casa parohială, a fost construită din cărămizi cu dungi roșii, ceea ce l-a făcut pe Nicolae Iorga să o compare cu biserica Domnița Bălașa din București.
În perioada 1909-1916 în casele bisericii a funcționat Casina română.

## Arhitectura
Biserica a fost construită în stil neobizantin, cu o cupolă centrală și un turn clopotniță. Lungimea bisericii este de 26,6 m și lățimea de 12,3 m.
La fațada dinspre piață a fost adăugat ulterior un turn tot în stil neobizantin, care s-a dărâmat la cutremurul din 1940, fiind refăcut în anul 1973, când s-a refăcut și fațada caselor parohiale.
Tâmpla bisericii, sculptată și aurită, este opera artistului János Kupcsay (1840-1910), directorul școlii de sculptură din Brașov, care a realizat amvonul, scaunul arhieresc, iconostasul și galeriile de la podișorul corului.

## Pictura
Pictura interioară a fost realizată de A. Demian în 1937, iar iconostasul a fost pictat de Hans Bulhardi în anul 1898.
Prima restaurare a picturii a fost făcută de către pictorul Iosif Vasu între anii 1965 – 1966. Alte restaurări au avut loc în anii 1985 și apoi în 2005. Ultima restaurare a fost executată de pictorul restaurator Mihai Stinghie.

## Galerie de imagini

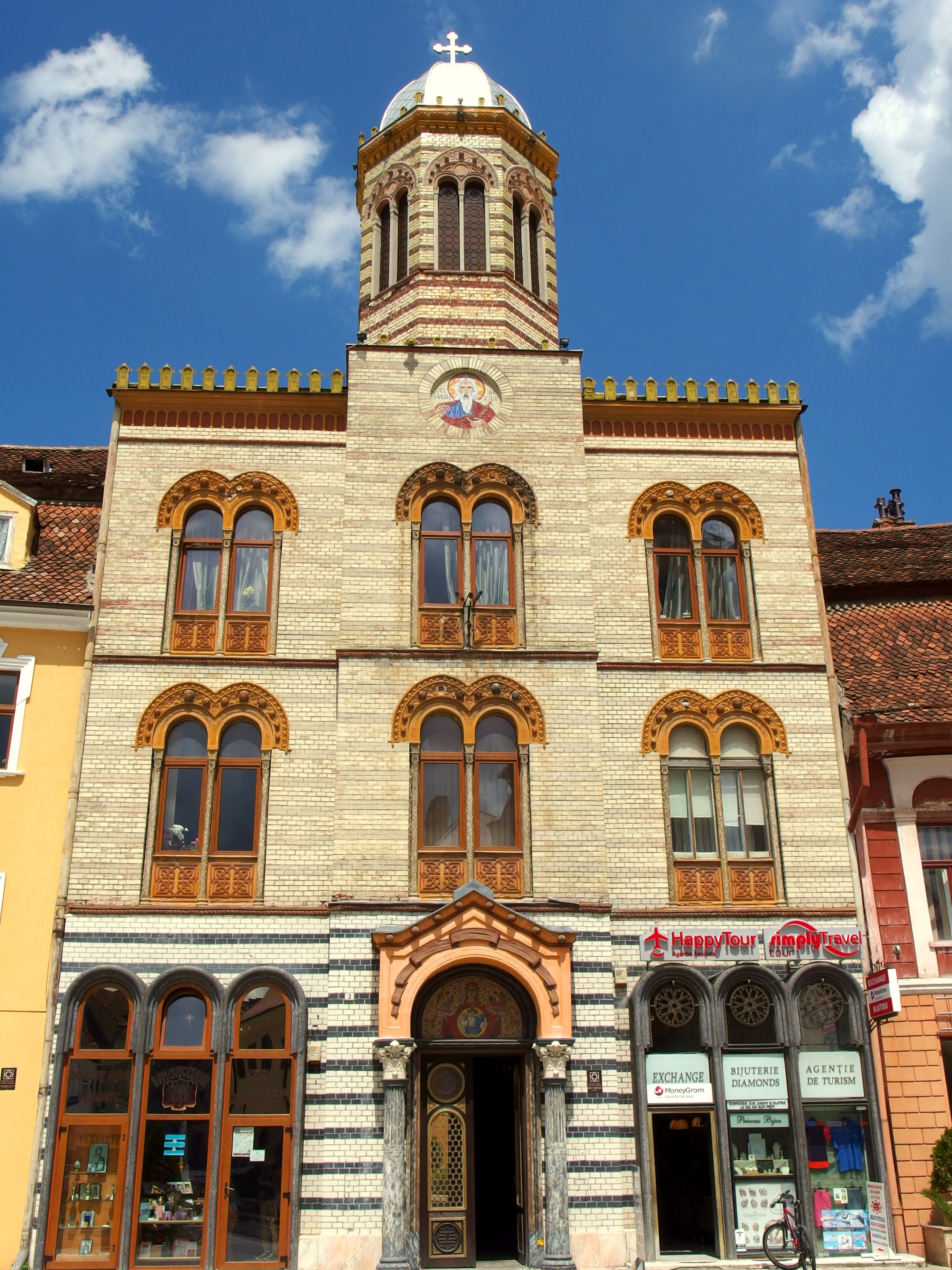
Casa parohială a bisericii
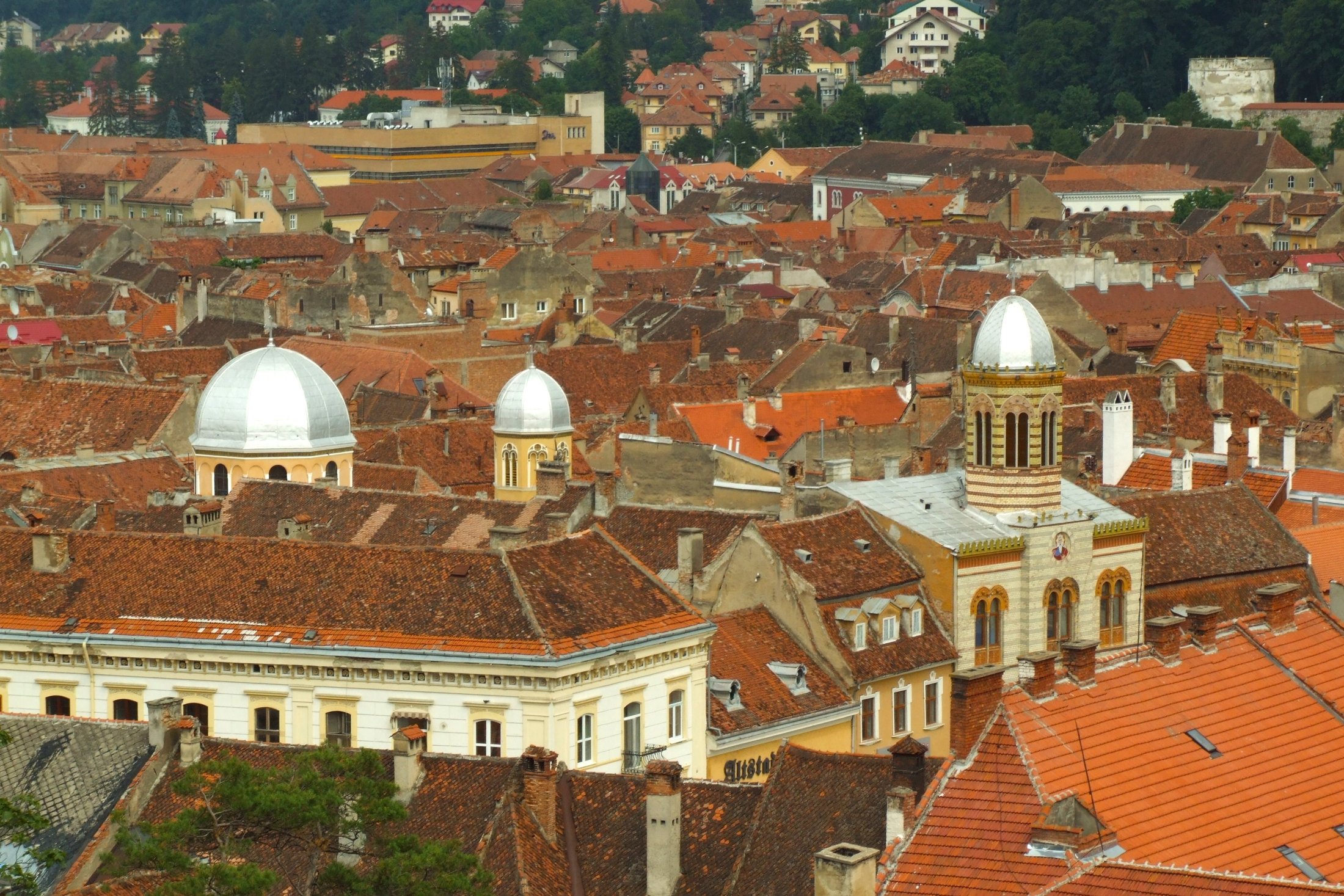
Piața Sfatului cu Biserica „Adormirea Maicii Domnului” (vedere aeriană)
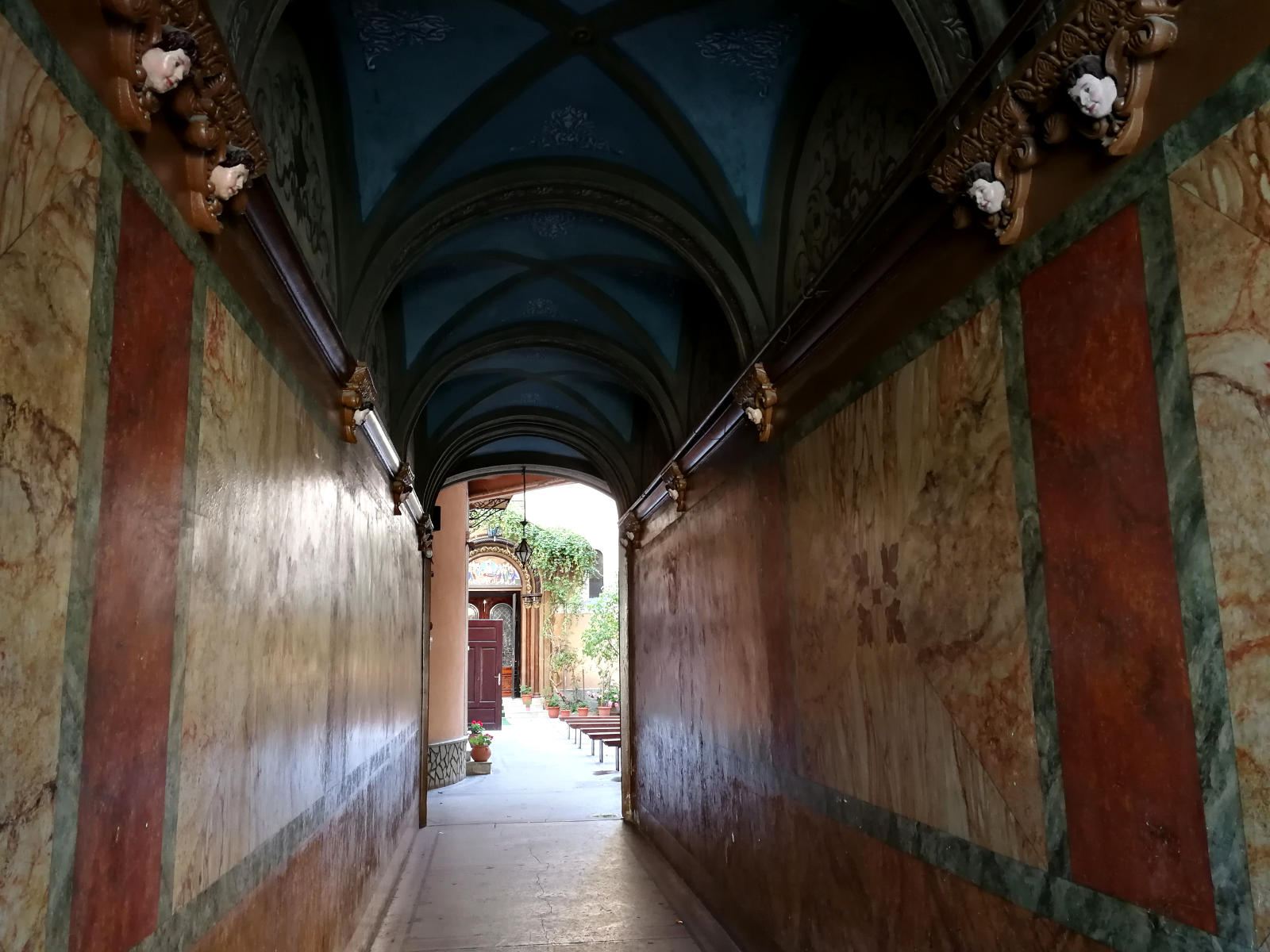
Culoarul de intrare spre biserică
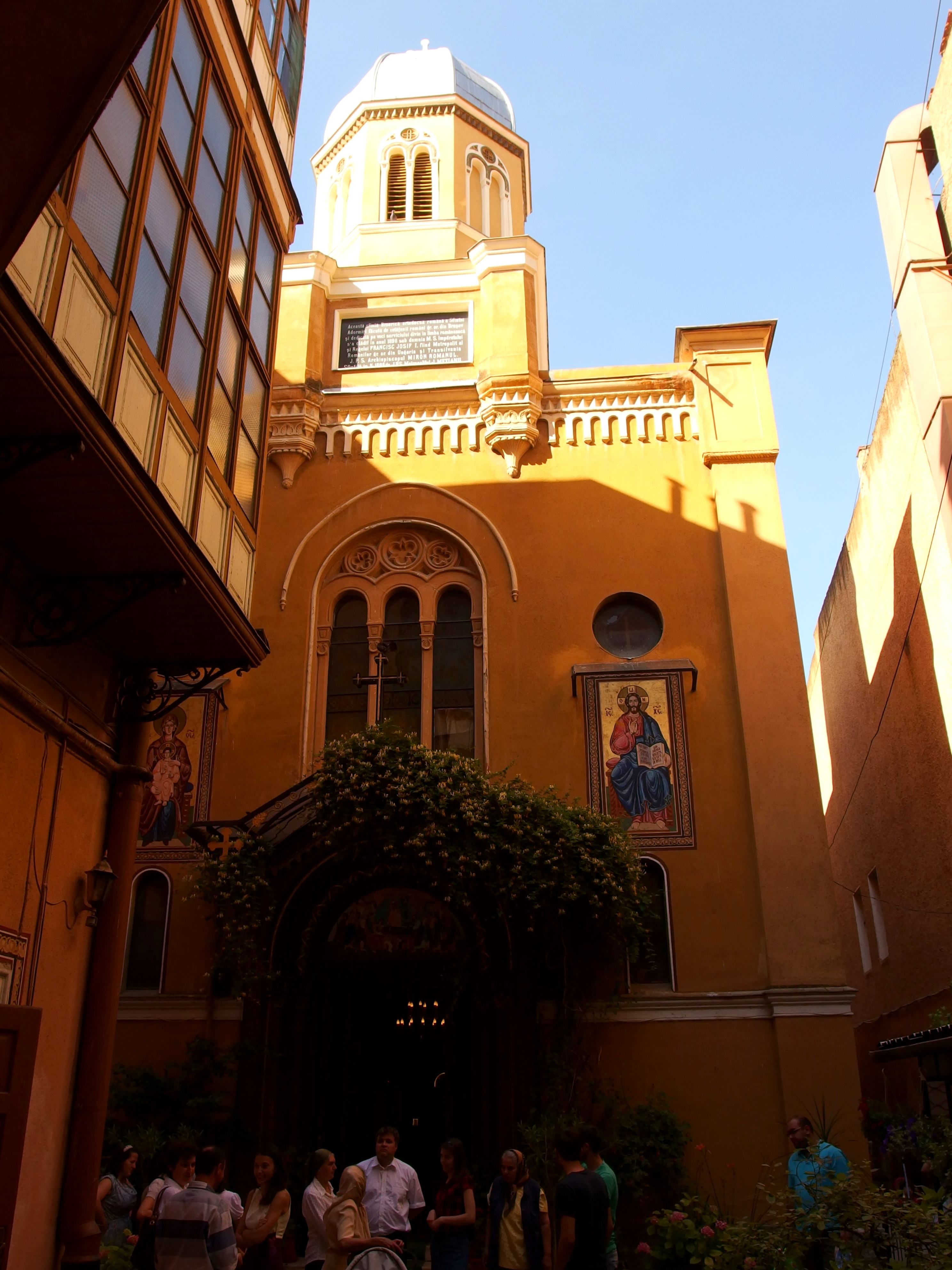
Biserica „Adormirea Maicii Domnului”
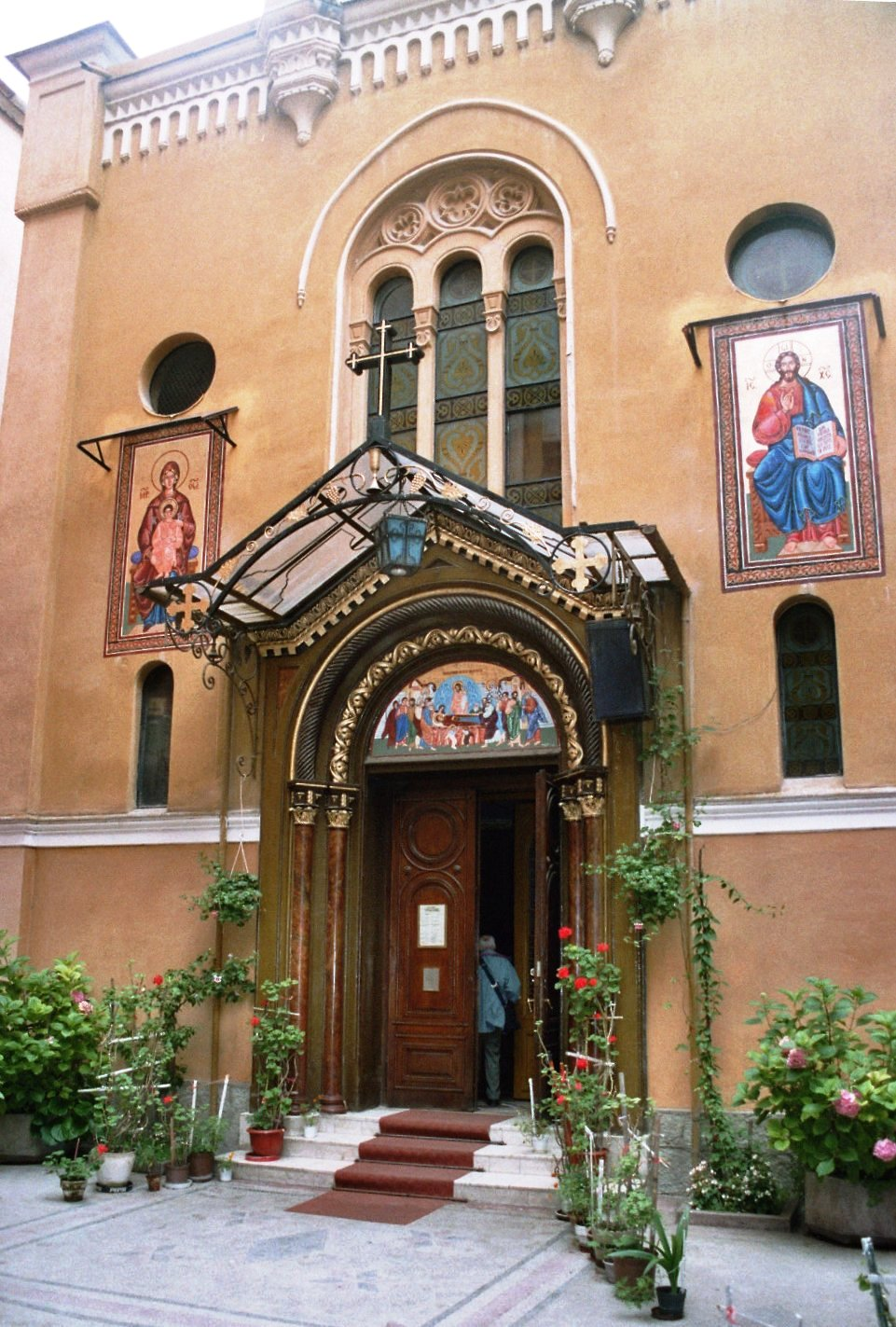
Intrarea în biserică
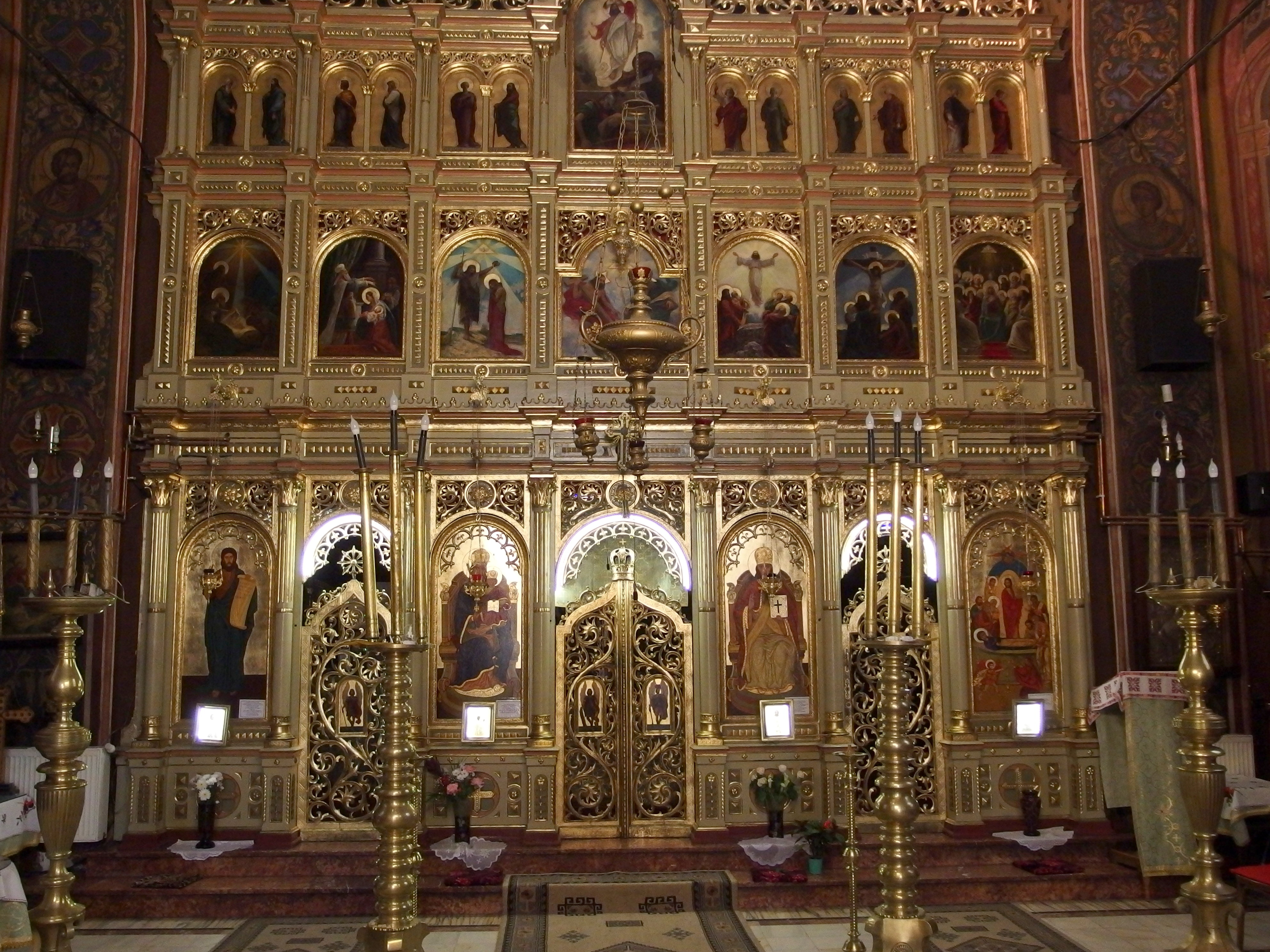
Interiorul bisericii (altarul)